# Kostel Narození Panny Marie (Hoštice)
Kostel narození Panny Marie je římskokatolický farní kostel v Jihočeském kraji, obci Hoštice, okrese Strakonice, vikariátu Strakonice, postaven byl v roce 1593 a je kulturní památkou České republiky.

## Popis
Kostel je z roku 1593, zdivo má renesanční, nachází se ve středu obce. V 18. století byl celkově upraven. Vybavení je pseudorenesanční a barokní (z roku 1742). Zajímavostí je, že jeho osa nesměřuje k východu jako u jiných kostelů. Na hřbitově u kostela jsou uloženi někteří členové šlechtických rodin Schuttersteinů a Haidenburgů, posledních majitelů zámku. U hřbitovní zdi na jihozápadní straně má hrob Michal Tučný, legenda české country.

## Bohoslužby
| Kostel                      | Místo   | Bohoslužba (den) | Hodina                               |
| --------------------------- | ------- | ---------------- | ------------------------------------ |
| Kostel narození Panny Marie | Hoštice | sobota           | 16.00 (zimní čas), 18.00 (letní čas) |

## Fotogalerie

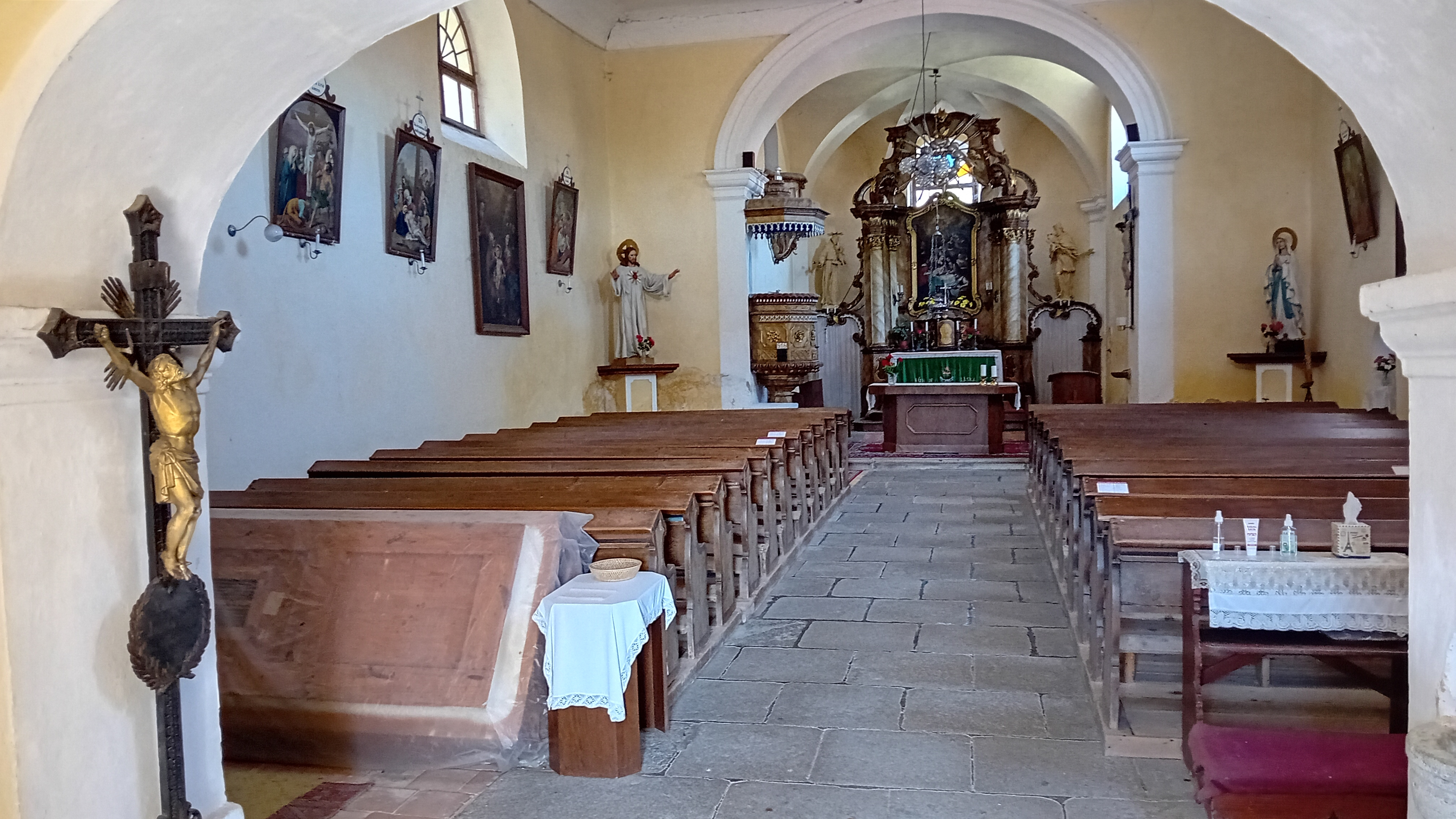
Interiér
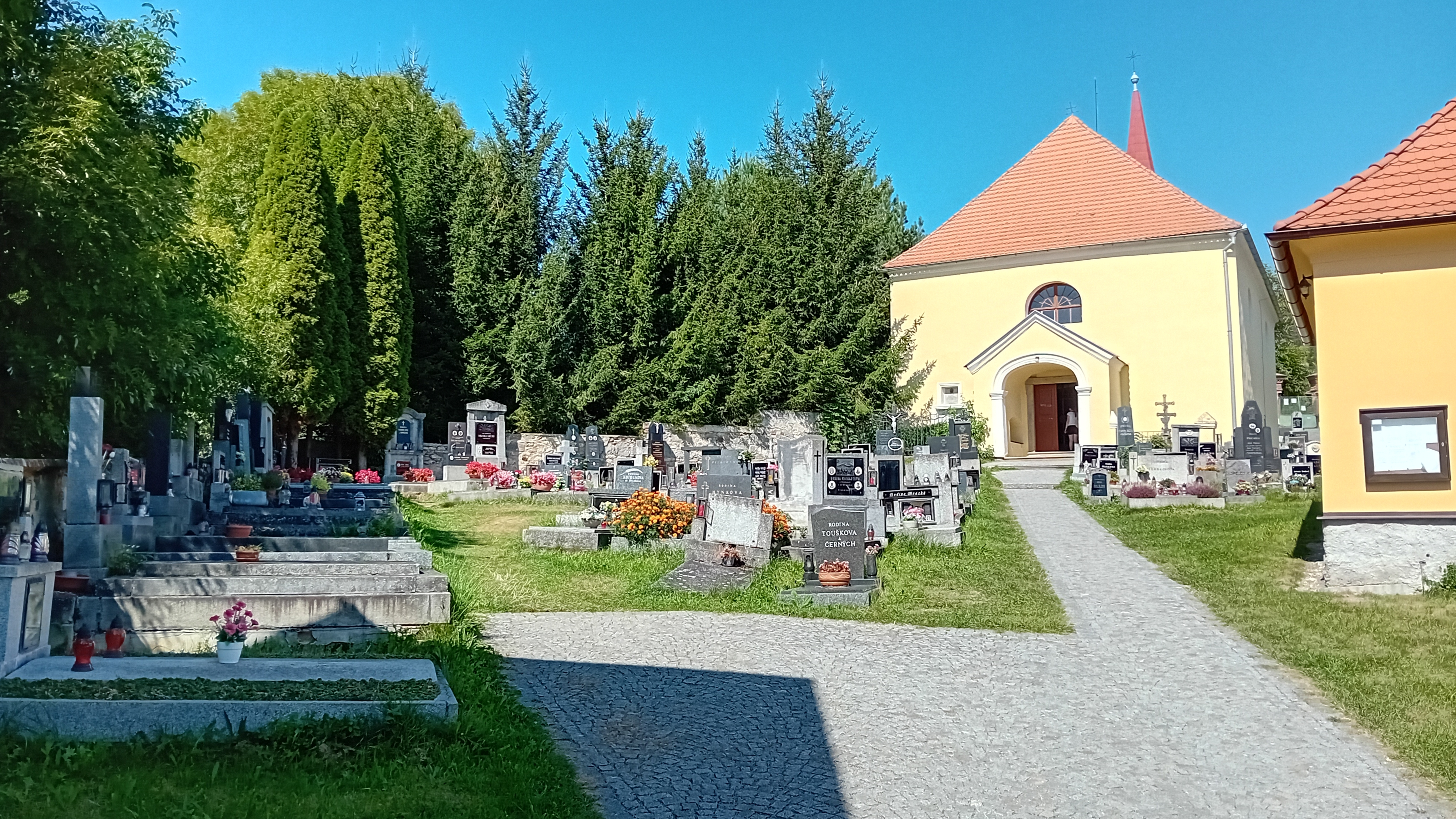
Pohled na kostel s hřbitovem